# Estación Burruyacú
Burruyacú es una estación ferroviaria ubicada la localidad de Burruyacú en el Departamento Burruyacú, Provincia de Tucumán, Argentina.

## Servicios
La estación corresponde al Ferrocarril General Bartolomé Mitre de la red ferroviaria argentina.
Se encuentra sin operaciones de pasajeros y de cargas.